# Romulan

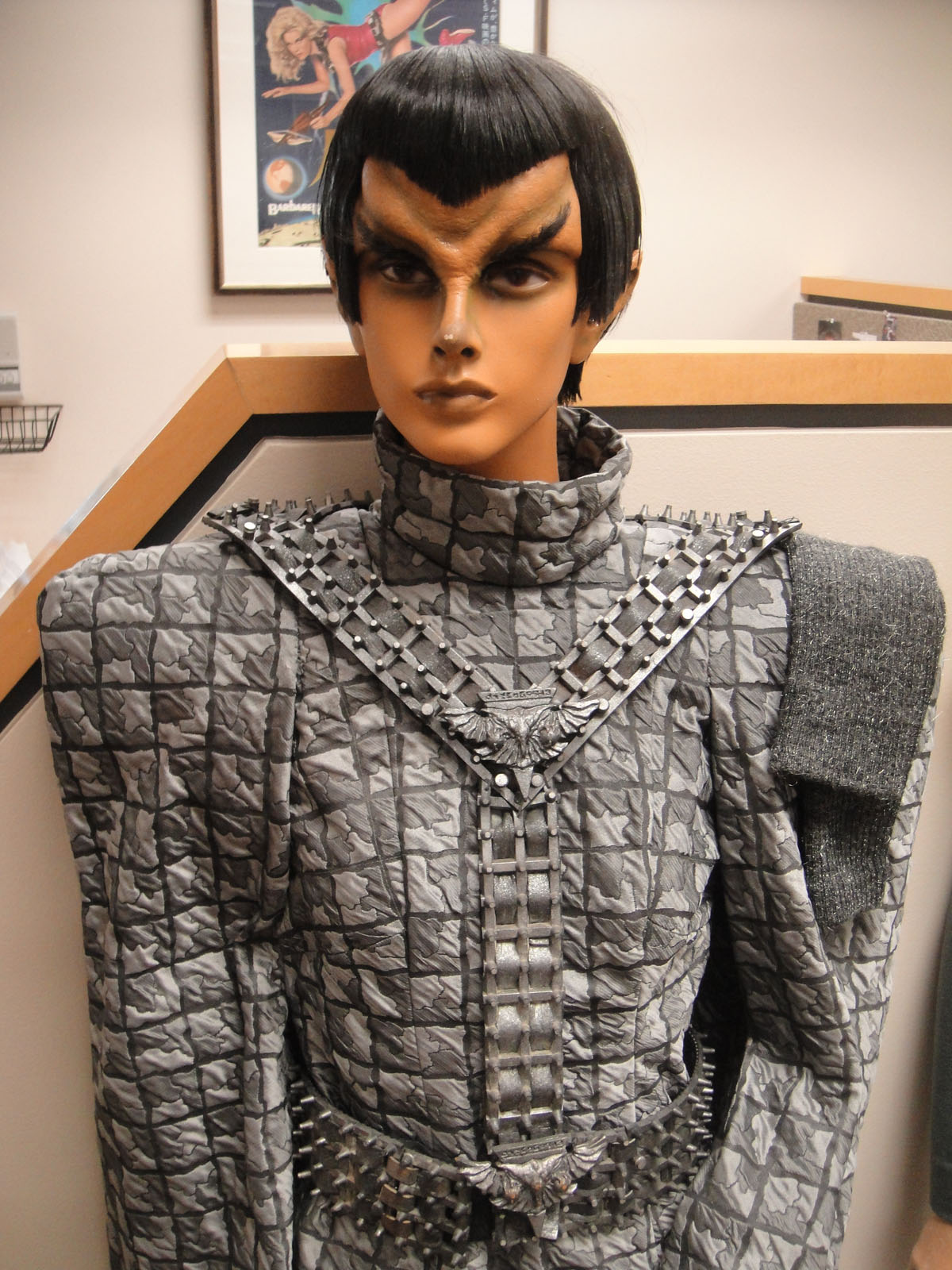
Romulankostuum

De Romulan is een fictieve soort wezens uit de serie Star Trek.
De soort bewoont de tweeling thuiswerelden Romulus en Remus in het Beta kwadrant. Dit ras heeft genetische verwantschap met Vulcans. De Vulcans hebben lange tijd een zeer gewelddadige geschiedenis gehad en uiteindelijk dreigden ze als volk en beschaving tenonder te gaan. Uiteindelijk begon, onder leiding van Surak, een beweging die logica boven emoties stelde steeds meer invloed te krijgen. De Vulcans die hier niet akkoord mee gingen, raakten zo ontevreden dat ze uiteindelijk collectief besloten de planeet te verlaten. Zo ontstond Het Grote Schisma. De Vulcans waren ervan uitgegaan dat hun emoties hun ondergang waren geworden, maar uiteindelijk werd duidelijk dat ze zich op de planeet Romulus hadden gevestigd en een rijk hadden uitgebouwd. 
Er zijn aanwijzingen dat de vestiging op de tweeling thuiswerelden niet vreedzaam was, maar dat de lokale bevolking werd onderworpen en nu dienstdoet als arbeiders en slaven in de mijnen op Remus. Deze soort is gekend als de Remans. In het conflict met de Dominion werden ze ook ingezet als soldaten bij verschillende beslissende veldslagen. Waarschijnlijk is dit een van de oorzaken van een Reman staatsgreep op Romulus in 2379.
Het Romulaanse Rijk heeft een lange geschiedenis van conflicten met andere grootmachten, afgewisseld met perioden van bijna gehele isolatie.
De Romulaanse geheime dienst, bekend als de Tal Shiar, is verantwoordelijk voor het verzamelen van informatie en het uitvoeren van geheime operaties. De Tal Shiar is bevoegd om alles te doen om informatie te vergaren. Elke Romulaan moet een agent in dienst van de Tal Shiar gehoorzamen.
Borg-aanduiding: soort 2783.